# W58
W58 era uma linha de ogivas termonucleares feitas em 1963 nos Estados Unidos da América, para o uso nos mísseis balísticos A-3 Polaris usados contra os submarinos do exterior do pais, tinha 15,6 polegadas de diâmetro, 40,3 centímetros de comprimento, tinha um peso de 227 quilogramas e um rendimento de 200 quilotons, elas entraram em serviço em 1964 e foram aposentadas em 1982.